# Ư
Das Ư (kleingeschrieben ư) ist ein Buchstabe des lateinischen Schriftsystems. Er besteht aus einem U mit einem angehängten Horn.
Das Ư ist eines der zwölf Vokale des vietnamesischen Alphabets. Er stellt einen ungerundeten geschlossenen Zentralvokal (IPA: ɨ) dar, der im Deutschen nicht existiert. Wie andere vietnamesische Vokale kann auch dieser Buchstabe mit Tonzeichen versehen werden.
Ist der Buchstabe nicht verfügbar, wird er meist durch u+ ersetzt.

## Darstellung auf dem Computer
Unicode enthält das Ư an den Codepunkten U+01AF (Großbuchstabe) und U+01B0 (Kleinbuchstabe).